# 明枯叶蛾
明枯叶蛾（学名：Argonestis flammans）是一種小型的枯葉蛾，也是明枯叶蛾属（学名：Argonestis）的唯一物種，分布於喜馬拉雅山脈、中國雲南，以及大陸東南亞北部的泰國北部、寮國與越南。全身呈橘紅色，前翅自前緣後段有一條深色帶紋延伸至後緣中段，靠近前翅基部也有一條深色橫紋，前翅外緣在M1脈處較突出。前翅的R2脈與R3脈，以及R5脈與M1脈共脈，臀（A）脈僅有一條。後翅的亞前緣（Sc）脈連同R1脈，與Rs脈在亞基部連成一個遠小於中室的翅室；M2脈與M3脈的發源位置相當接近；臀脈有三條，但A1脈不明顯。